# 貯蓄貸付組合
貯蓄貸付組合（ちょちくかしつけくみあい、Savings and Loan Association; S&L）は、アメリカ合衆国において、貯蓄と住宅ローンに特化した貯蓄金融機関の一業態である。同様の業態は住宅金融組合（Building society）としてイギリス連邦でも見られるほか、各国に同様の業態が見られる（各国語版参照）。大抵は、協同組合組織で預金者と借主が同等に投票権を持ち、直接経営参加が可能である。ジョイント・ストック・カンパニー組織とし、株式公開も可能で、その場合はもちろん預金者と借り手の経営参加は不可能である。
1980年代に破綻が相次いだ業態で、この結果預金保険機関である連邦貯蓄貸付保険公社（Federal Savings and Loan Insurance Corporation; FSLIC）が破綻し、それに代わって整理信託公社（RTC）が設立された。これはS&L危機と呼ばれている。その後、整理信託公社は連邦預金保険公社に業務を承継し清算されている。近い年代では、カリフォルニア州オレンジ郡の破綻も同様の事例である。

## 初期の貯蓄貸付組合
19世紀初頭、銀行業務はまだ、預金と利殖に限定したものであった。最初の貯蓄銀行であるフィラデルフィア貯蓄基金協会は、1816年12月20日に設立された。1830年代までに、そのような機関は全米各地に作られた。貯蓄貸付組合は貯金を受け付け、他の所持する資産とともに融資に使われた。革命的だったことは、貯金者及び借り手の代表によって経営方針が決められたことである。経営権の影響の度合はその機関に預けている貯金の量で決められた。
貯蓄貸付組合の究極の目標は普通の人による貯蓄と投資を促し、過去には開かれていなかった庶民への金融へのアクセスを提供することである。貯蓄貸付組合は同時に大きな買物、たいていは住宅を買う機会を責任ある善良なる借り手に提供していた。初期の貯蓄貸付組合は「隣人が隣人を助ける」業務であったわけである。
イギリスでは、最初の貯蓄銀行は1810年に神学博士でスコットランドのダムフリッシャー教会の牧師であるヘンリー・ダンカンによって設立された。そこは貯蓄銀行博物館となっており、イギリスでの貯蓄銀行運動の歴史を記録し、ヘンリー・ダンカンおよび取り巻く人々にゆかりのある物品を収集している。しかしながら、イギリスに於けるアメリカの貯蓄貸付組合に似た組織は貯蓄銀行ではなく、1770年から存在する住宅金融組合である。

## 20世紀初頭のアメリカに於ける貯蓄貸付組合
貯蓄貸付組合は20世紀初頭、住宅取得、住宅ローン、そして普通預金および定期預金の形で貯蓄と利得を補助する事で大きな力を持った。

### 初期の住宅ローン
1900年代初頭のアメリカでは住宅金融の主な担い手は銀行では無くノンバンクが主流であり、その内訳は保険会社、土地・建築関係業者や個人的な貸借など様々であった。また、各州を横断するような金融システムもなかったため住宅需要の高い西南部ほど恒常的に資金不足が発生しており、住宅ローン金利が高く設定されていたことや、短期（通常10年未満）で一括返済する必要があったこと、そして頭金の要求が高かった（通常住宅価格の4~5割）ことから、借り手は連続的に借り替えを行うはめになるか、満期での一括返済に失敗し競売にかけられ家を失う事が多く住宅ローンは決して魅力的なものではなかった。
そのため国民の住宅保有を推進する政府は、1932年に連邦住宅貸付銀行制度（FHLBS）を創設し、12の連邦住宅貸付銀行（FHLB）と中央銀行的な役割を持つ連邦住宅貸付銀行理事会（FHLBB）のもと、他の金融機関に対して長期の償還型のローンを提供するための資金が供給されるようになった。これは、建築貸付組合（B&L）が次第に台頭してくる一方でなおも資金不足が続いたことへの対処であると同時に1929年の大恐慌の教訓を踏まえたものであった。
こうして建築貸付組合はのちに貯蓄貸付組合に姿を変えながら、連邦住宅貸付銀行の流動性供給を通してアメリカ全土に勢力を拡大していった。

### 更なる利点
貯蓄貸付組合は連邦準備制度において、かなり優先的な扱いをされており、通常の商業銀行に比べ、預金の利息が高く付けることができるようになっていた。これは、高い貯蓄利子によって、貯蓄貸付組合に預金を集め、住宅市場の流動性を高め住宅ローンの貸し出しを行わせ借り手が常に借りれるようにすると言う物であった。
一方、貯蓄貸付組合は1970年代終りまでは小切手の発行可能な口座（check account）の開設を許されていなかった。米国において小切手を振り出せないという事は事実上決済用口座としての機能を有していない事であり、この事は顧客獲得に影響を与え、顧客は小切手を振出、少しでも高い利率を得るために複数の金融機関に口座を持った。
現在ではチェックアカウントではなく、小切手と同等の機能を果たすが厳密には小切手とは異なる法律上の間隙を突いた「譲渡可能支払指図書（Negotiable Order of Withdrawal）」の発行対象となるNOW勘定口座（NOWaccount）が、この業態の主力口座となっている。
ＮＯＷ勘定は、かつては商業銀行から目の敵にされていたもののリテール業務のコスト高及び小切手の代替となるデビットカードの普及により、商業銀行に拒絶された顧客の受け入れ先となっている。
当時の貯蓄貸付組合のビジネスモデルで有名な物に3-6-3モデルというものがある。
- 3%の利子で貯金
- 6%の利子で融資
- 3時にゴルフ場で営業活動

上記の通り、過去の金融情勢の良い時期のアメリカにおいても貯蓄銀行の利ざやは3%と低く、そのため規模の拡大に走らざるを得ない現実があった。